# Touch ID

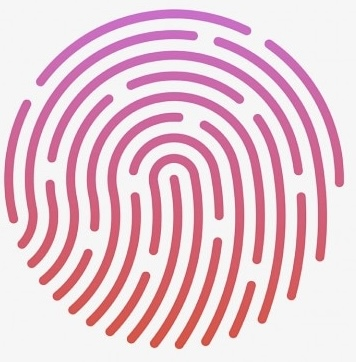
Значок Touch ID

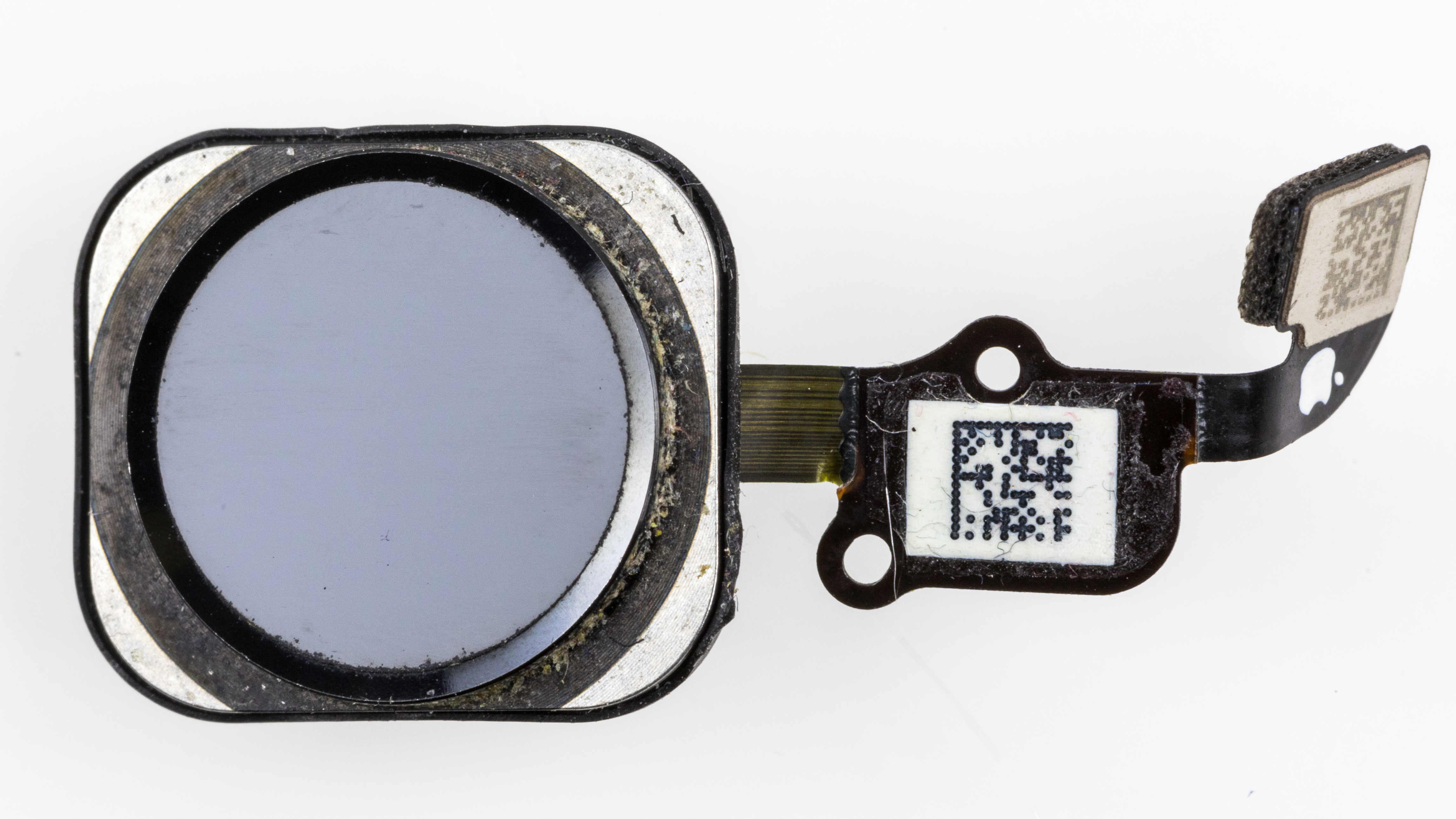
Кнопка с датчиком от iPhone 6s, вид спереди

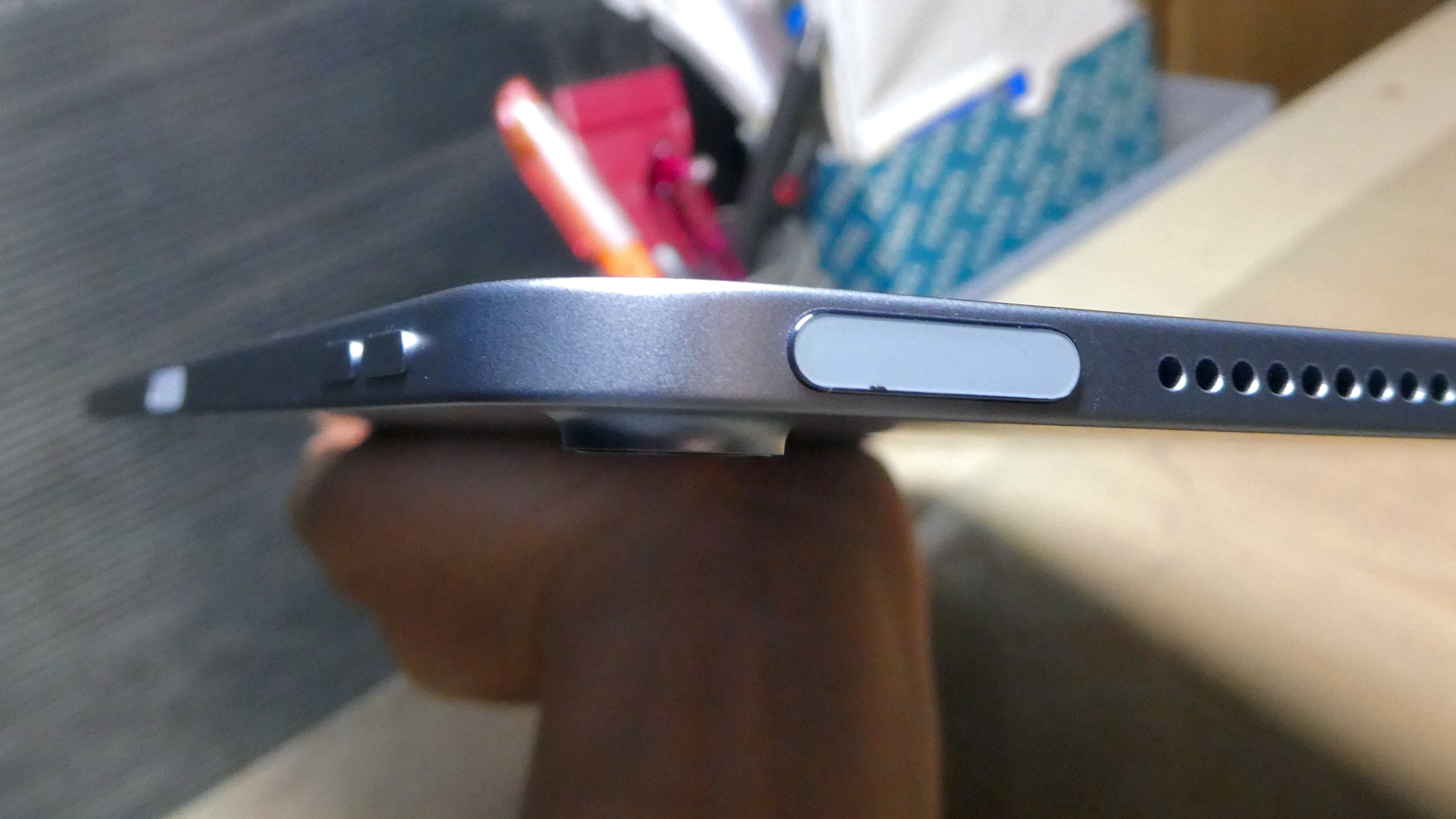
Датчик Touch ID на iPad Air четвёртое поколение

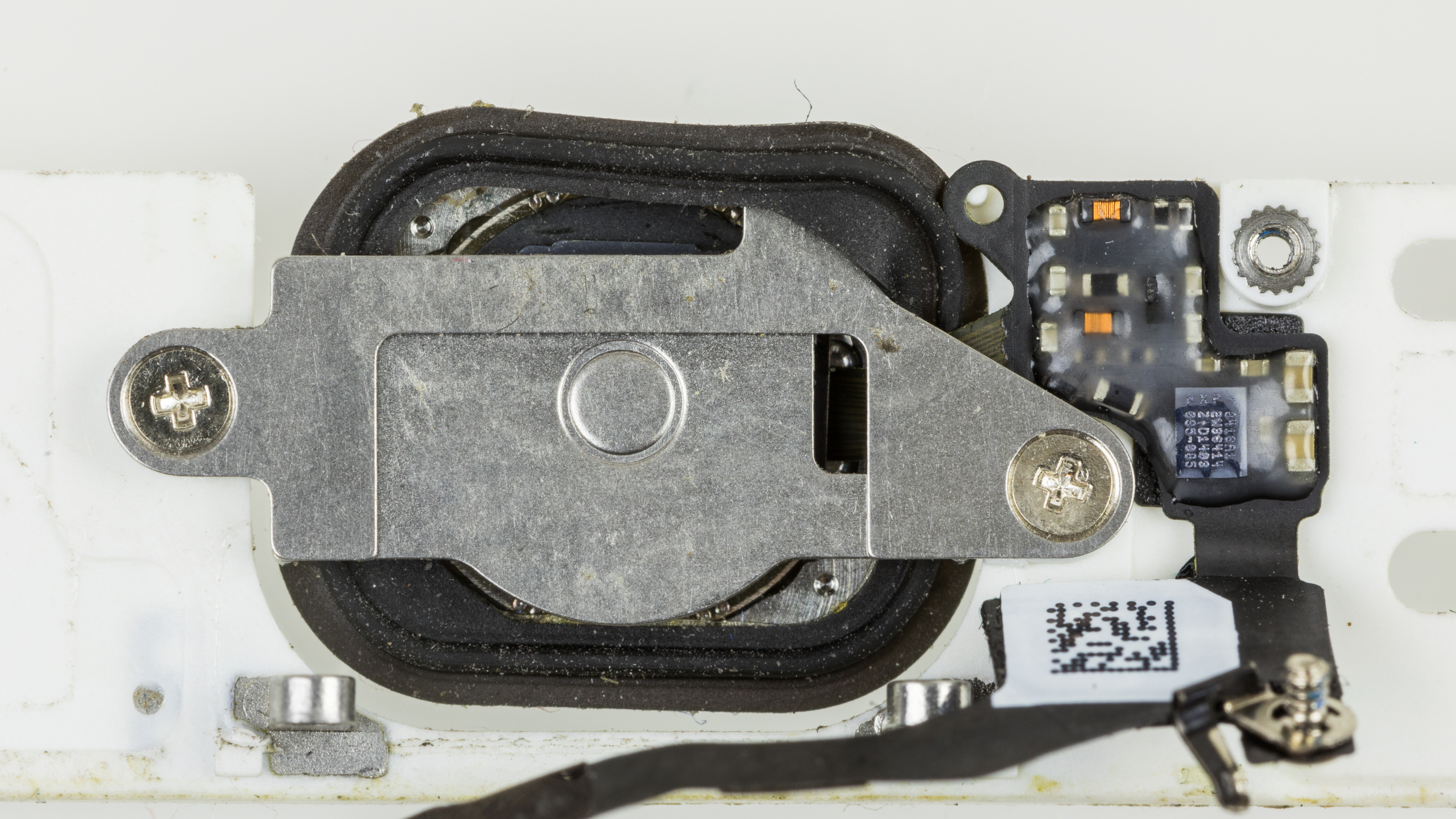
Кнопка перехода на главный экран с датчиком отпечатков пальцев iPhone 5S. Задняя поверхность

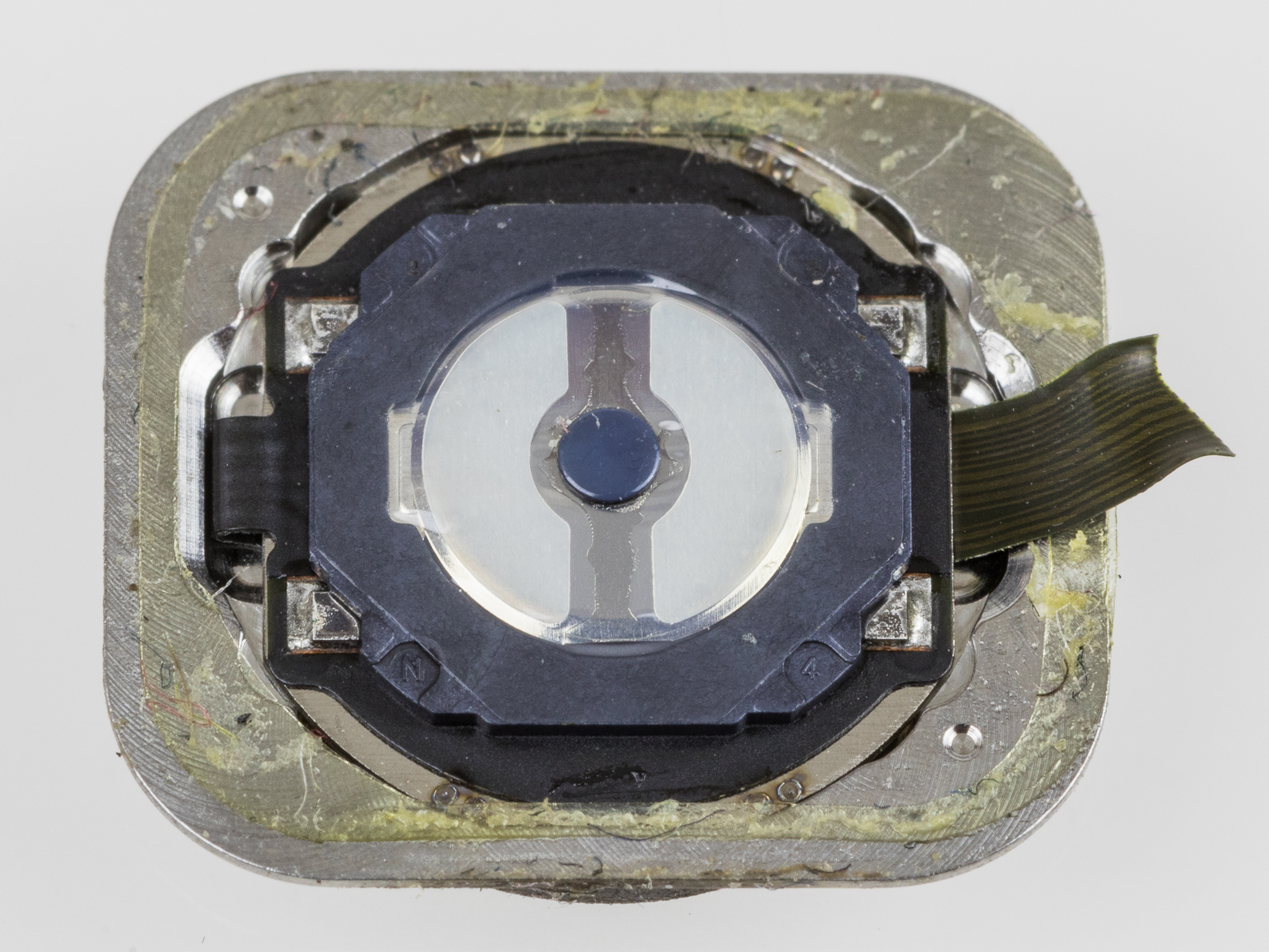
Кнопка перехода на главный экран с датчиком отпечатков пальцев iPhone 5S. Передняя поверхность

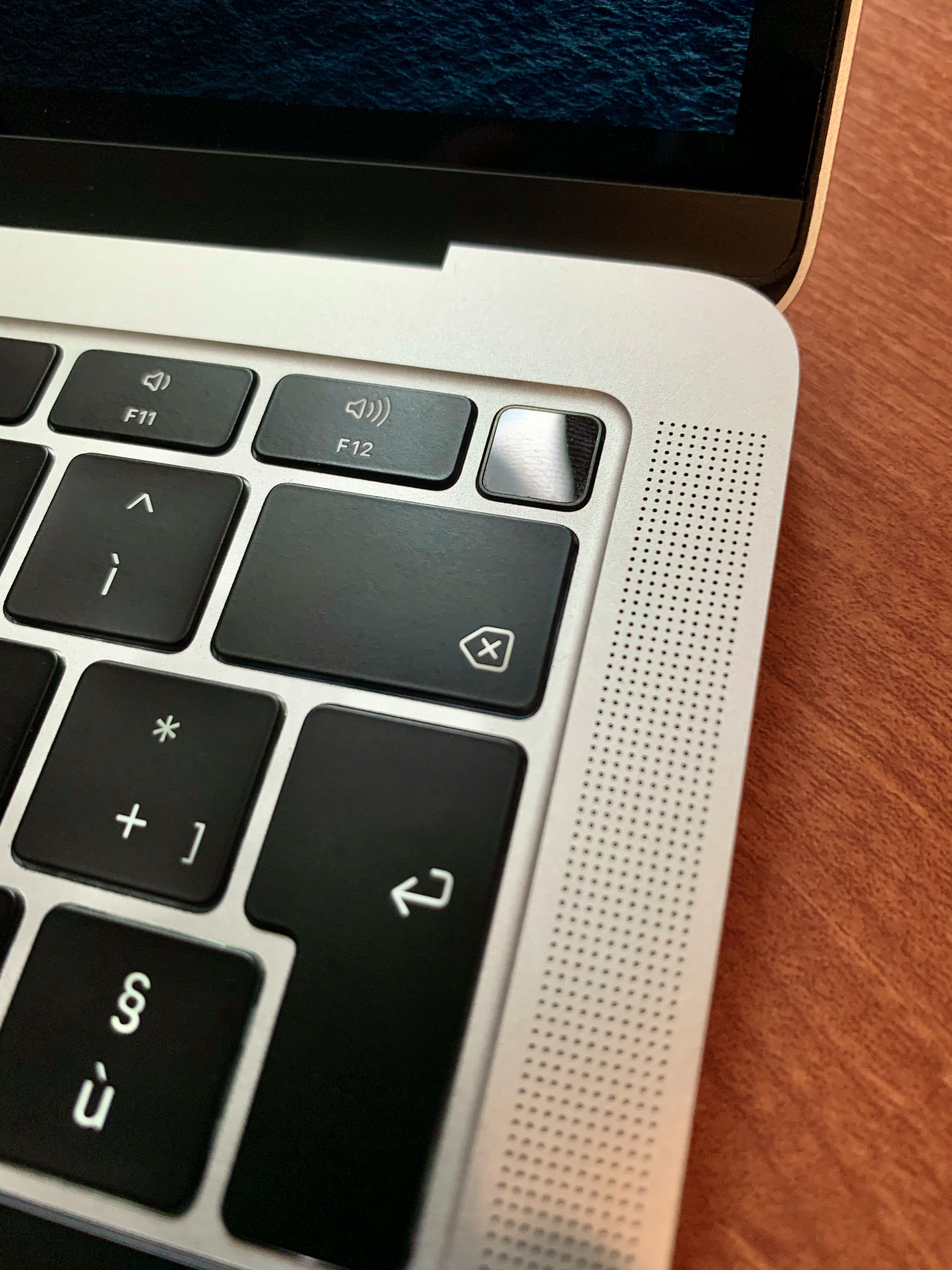
MacBook Air Touch ID

Touch ID — сканер отпечатков пальцев, разработанный корпорацией Apple. Впервые был применён в смартфоне iPhone, представленном в 2013 году. В настоящий момент установлен в iPhone 5S, iPhone 6/6+, iPhone 6S/6S+, iPhone SE, 7/7+, 8/8+, iPhone SE 2, iPhone SE 3, а также планшетах iPad Mini 3, iPad Mini 4, iPad mini 5, iPad mini 6, iPad Air 3, iPad Air 4, iPad Air 5, iPad 2017, iPad (2018),iPad (2019) также им оборудованы планшеты из линейки iPad Pro до 2018 года. Touch ID глубоко интегрирован в iOS 7 и выше: датчик позволяет пользователям производить разблокировку устройств, а также подтверждать покупки в App Store, iTunes Store и iBooks Store, при помощи одного из сохранённых отпечатков. Secure Enclave способен хранить до пяти разных отпечатков.
На данный момент существует два поколения датчиков:
- Touch ID 1-го поколения (iPhone 5S, iPhone 6, iPhone 6 Plus и iPhone SE (2016), а также iPad Mini 3)
- Touch ID 2-го поколения (iPhone 6S, iPhone 6S Plus, iPhone 7, iPhone 7 Plus, iPhone 8, iPhone 8 Plus, iPhone SE (2020), iPad Air 2 Архивная копия от 27 сентября 2019 на Wayback Machine, а также им оснащены iPad Pro первого и второго поколения). В ноутбуках MacBook доступен во всех моделях с TouchBar, а также в MacBook Air 2019.

Начиная с модели iPhone X (кроме iPhone SE 2 и iPhone SE 3) сканер отпечатков пальцев отсутствует, его роль выполняет нововведённый датчик Face ID, сканирующий лицо пользователя.

## История
Apple запатентовала разблокировку с помощью дактилоскопического датчика в 2008 году.
Одним из первых смартфонов, оборудованных сканером отпечатков пальцев, был Motorola Atrix, представленный 5 января 2011 года, хотя в этом смартфоне сканер отпечатков пальцев не был так глубоко интегрирован в операционную систему.
В 2012 году Apple приобрела за 356 миллионов долларов США компанию AuthenTec, которая занималась разработкой технологии по распознаванию отпечатков пальцев. С тех пор ожидалось появление сканера отпечатков пальцев в продукции Apple.
3 сентября 2013 года в Сети появились слухи о том, что сканер отпечатков пальцев будет являться одним из компонентов iPhone 5s.
10 сентября 2013 года на презентации Apple Фил Шиллер, вице-президент Apple по маркетингу, представил публике Touch ID.

## Устройство
Touch ID встроен в кнопку «Home», покрытую сапфировым стеклом, которое имеет хорошую защиту от царапин. Помимо этого, данное стекло выполняет функцию линзы. Вокруг датчика расположено металлическое кольцо, которое позволяет определить и активировать Touch ID без непосредственного нажатия кнопки.
Встроенный в гаджет емкостной КМОП-датчик производит сканирование подушечки пальца, используя разрешение в 500 ppi (размер одного пикселя составляет 50 мкм), после чего распознает рисунок, даже если палец находится под разными углами. По заявлению Apple, датчик считывает информацию с подкожного слоя, что, однако, не создает дополнительных сложностей в использовании. КМОП-сенсор Touch ID представляет собой набор микроконденсаторов, создающих образ с рельефом прикладываемого пальца, то есть, его отпечаток. Технология разработана компанией AuthenTec.
Датчик интегрирован с переключателем, регистрирующим нажатие кнопки «Home».
Математический образ отпечатка хранится в специальной зоне центрального процессора Apple (устройств, содержащих технологию Touch ID), защищенной с помощью технологии, сходной или совместимой с ARM TrustZone.

## Безопасность
Перед началом использования Touch ID необходимо создать резервный пароль. Без него невозможно разблокировать iPhone или iPad после перезагрузки либо в случае, если аппарат не использовался более 48 часов. Эта дополнительная защита устанавливает лимит времени для злоумышленников, которые пытаются каким-либо образом обойти Touch ID.
Touch ID изначально использовался лишь для разблокировки смартфона и идентификации при совершении покупок на iTunes и App Store. В операционной системе iOS 7 Apple не позволяет сторонним разработчикам использовать функциональность дактилоскопического сенсора в своих приложениях и аксессуарах для iPhone 5s. В описании операционной системы iOS 8 заявляется о снятии данного ограничения, также датчик начал использоваться для подтверждения покупок в платежной системе Apple Pay.
Зашифрованная биометрическая информация хранится, по словам Apple, только в так называемом Secure Enclave («Безопасный анклав»). Таким образом, устройство хранит не изображение отпечатка пальцев, а его математический образ. При этом, Apple утверждает, что восстановить из этого образа отпечаток невозможно. Он располагается прямо на процессоре Apple A7, что усложняет задачу условных злоумышленников, которые попытаются добыть данные об отпечатке пальца. Secure Enclave — это оптимизированная под потребности Touch ID версия технологии ARM TrustZone. Более того, каждый отдельный сканер Touch ID привязан к конкретному процессору. Это означает, что при перестановке датчика от одного iPhone на другой сканер потеряет свою работоспособность.
В сентябре 2013 года группе хакеров Chaos Computer Club удалось обойти дактилоскопическую защиту на новом iPhone 5s. По словам взломщиков, для доступа к чужому iPhone достаточно получить четкий отпечаток пальца его хозяина, к примеру, на оконном стекле. Далее этот отпечаток фотографируется с высоким разрешением (2400 точек на дюйм), изображение обрабатывается в фоторедакторе и распечатывается с разрешением 1200 dpi на лазерном принтере на толстой бумаге. Затем отпечаток заливается жидким латексом, который после высыхания снимается. Получается «факсимиле» отпечатка настоящего пользователя аппарата. Надетое на палец злоумышленника, оно воспринимается Touch ID как подушечка пальца настоящего владельца смартфона. После этого ряд людей смог успешно повторить разблокировку iPhone данным способом, однако многие отмечали, что этот процесс сопряжен с рядом трудностей. В частности, получение изображения отпечатка в высоком разрешении весьма затруднительно. Более того, необходимо специальное оборудование и дорогостоящие химикаты.
Есть мнение, что отпечатки все-таки отправляются на удаленный сервер. Так, в сентябре группа хакеров Anonymous обвинили Агентство национальной безопасности в сборе отпечатков пальцев владельцев iPhone 5s.

## Критика
Издание New York Magazine считает, что до появления Touch ID обычным пользователям была не интересна технология сканирования отпечатков пальцев, поскольку люди предпочитали обычные пароли. Только бизнесмены использовали биометрические способы защиты своих данных. Однако, по мнению журнала, именно Touch ID смог стать технологией, которая принесла сканирование отпечатков пальцев в массы. К тому же, журналисты считают, что если Apple откроет доступ к Touch ID сторонним разработчикам, последние начнут активно экспериментировать со сканером.
New York Magazine также отмечает, что КМОП-датчики могут со временем выходить из строя. Однако авторы допускают, что Apple могла найти способ существенно увеличить срок службы датчика. Более того, даже с вышедшим из строя датчиком доступ к устройству можно получить при помощи пароля. К тому же, в статье допускается возможность того, что отпечатки пальцев все-таки могут быть подделаны.
ZDNet предлагает использовать Touch ID для двухфакторной аутентификации, взломать которую можно только при условии, что злоумышленник знает пароль и имеет отпечаток. Forbes считает, если двухфакторная аутентификация с использованием Touch ID станет доступна в будущем, это станет значительным улучшением безопасности.
Forbes отмечает тот факт, что образы отпечатков хранятся только в устройстве, а не в централизованной удаленной базе, как крайне положительный. В то же время, New York Magazine высказывает опасения, что различные спецслужбы, такие как американское Агентство национальной безопасности, все-таки могут каким-либо образом иметь доступ к отпечаткам пользователей Touch ID.
Обозреватель газеты Известия Денис Подоляк пишет: «Идея такого модуля не нова. Другое дело, что предыдущие попытки использовать сканер в мобильных устройствах были далеко не идеальны: пальцы „считывались“ через раз, нередко приходилось повторять процедуру — в итоге, люди отказывались от этой в общем-то довольно важной функции. И вот, можно сказать, идеальное воплощение сканера отпечатков: он незаметен, работает быстро и корректно. Будем надеяться, что Apple разрешит использовать Touch ID и для работы со сторонними приложениями».